# Jacques Offenbach

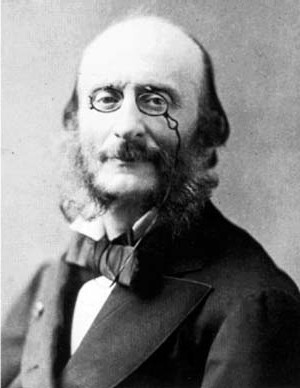
Jacques Offenbach

Jacques Offenbach (20 tháng 6 năm 1819 ở Köln - 5 tháng 10 năm 1880 ở Paris) là một nhà soạn nhạc lãng mạn người Đức gốc Do Thái, một nghệ sĩ chơi đàn organ và clavecin (cla-vơ-xanh) nổi tiếng. Ông là một trong những nhà soạn nhạc có ảnh hưởng nhất ở châu Âu trong thế kỷ 19.
Các vở operetta của ông như Orpheus in the Underworld, và La belle Hélène, cực kỳ phổ biến ở Pháp và thế giới nói tiếng Anh trong thập niên 1850 và 1860.
Tuy được biết đến là người chuyên soạn operetta nhưng tên tuổi của ông lại được biết đến nhiều hơn với vở opera Les contes d'Hoffmann (Những câu chuyện của Hoffmann)

## Tiểu sử

### Xuất thân và thời thơ ấu

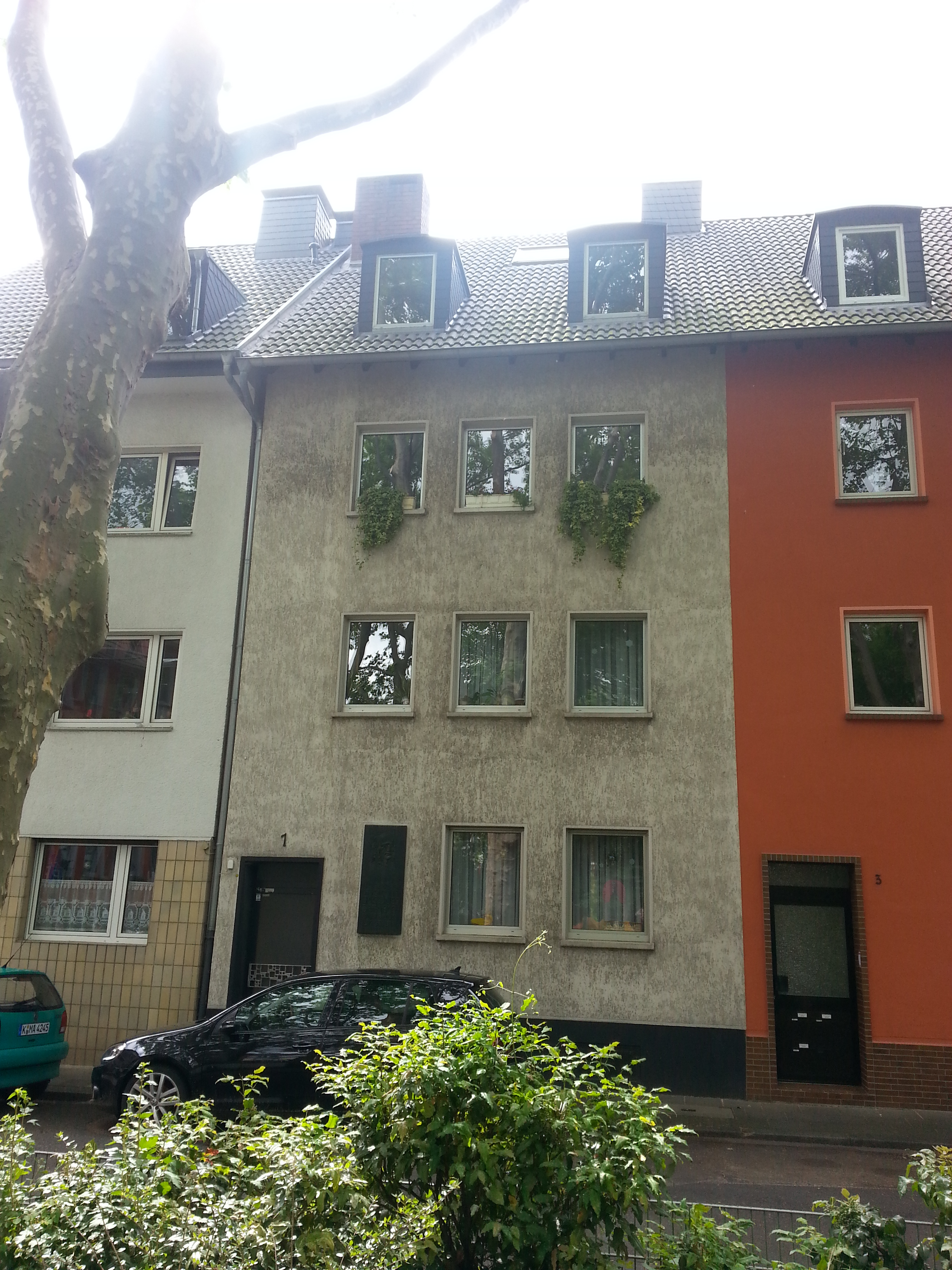
Ngôi nhà ở Cologne, nơi Offenbach được chào đời

Cha của Jacques Offenbach là ông Isaac Eberst. Ông sinh ra tại thành phố Offenbach am Main. Đây là một thành phố nằm ở phía nam sông Main của bang Hesse, Đức. Ông đã lấy chính tên vùng đất mình sinh ra để làm họ cho mình (họ Offenbach) khi ông định cư đến Deutz vào năm 1802. Năm 1816, gia đình ông chuyển về Cologne. Và chính nơi này, cậu bé Jacob (tức Jacques Offenbach) được sinh ra.
Năm 1833, Jacob theo cha của mình đến thủ đô Paris của Pháp. Ở nơi phồn hoa này, cha của cậu bé cố gắng xoay xở để cho con trai mình có thể theo học lớp cello ở trong Nhạc viện Paris. Và cuối cùng, Jacob đã đi học thật. Thế nhưng, do kinh tế quá eo hẹp, Jacob đã phải bỏ dở việc học của mình vào năm 1834.

### Thời thanh niên

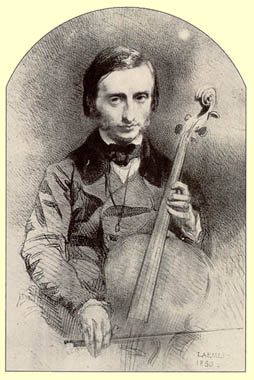
Offenbach thời trẻ

Sau một vài công việc lặt vặt, cuối cùng thì Jacques (đây là tên tiếng Pháp của Jacob) cũng tìm được một chân chơi cello trong nhà hát Opéra Comique. Chính vào lúc này, ông đã tạo được danh tiếng là một nghệ sĩ cello bậc thầy, sánh ngang tên tuổi của các nghệ sĩ piano đương thời như Felix Mendelssohn, Franz Liszt và Anton Rubinstein.
Năm 1844, ông cải sang Thiên Chúa giáo và đã kết hôn với bà Herminie d’Alcain. Hai ông bà nhà Offenbach đã có bốn người con. Vào năm 1848, họ cùng nhau trở về đất nước của Offenbach, Đức, để tránh những gì đang xảy ra ở Pháp. Lúc này thì Cách mạng Pháp đang nổ ra. Tuy nhiên, gia đình nhà Offenbach không lưu lại ở nước Đức quá lâu.

### Khi trưởng thành

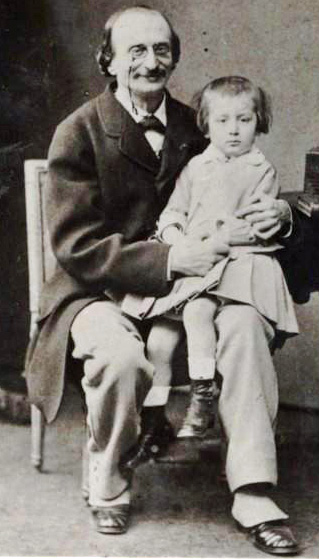
Offenbach và con trai Auguste

Năm 1850, Jacques Offenbach trở thành vị nhạc trưởng của Nhà hát Pháp. Tuy nhiên, vì các tác phẩm mang tính chất châm chọc của mình, Offenbach không được lòng của vị quản lý sân khấu âm nhạc của Paris. Chính vì vướng phải điều này, Offenbach đã phải thuê một nhà hát nhỏ trên đại lộ Champs-Élysees và đặt tên cho nó là Nhà hát hí kịch của người Paris. Mùa đông cùng năm, Offenbach đã nhanh chóng chuyển nhà hát này từ quy mô nhỏ sang quy mô lớn hơn. Tại nhà hát mà ông cho thấy cả tâm huyết của mình, sự nghiệp của ông đã đạt đến đỉnh cao, đặc biệt là với thể loại operetta. 

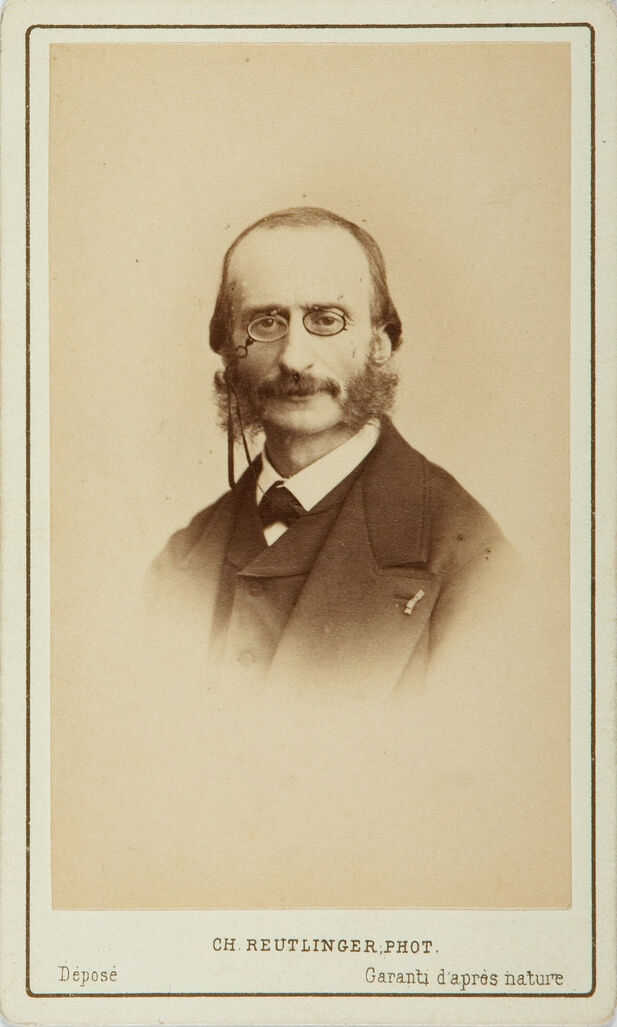
Offenbach vào năm 1871

Jacques Offenbach là một con người rất có tâm huyết với đất nước ông đang sống, nước Pháp. Thế nhưng, khi Chiến tranh Pháp - Phổ nổ ra, những gì mà ông nhận được chỉ là những lời mắng nhiếc và sỉ vả. Báo chí Đức mô tả ông như một kẻ phản bội đất mẹ, còn những người Pháp thì lại mô tả rằng ông đích thực là một điệp viên của Otto von Bismarck. Rõ ràng đó là hoàn cảnh khó khăn của nhà soạn nhạc và để đảm bảo an toàn cho cả gia đình mình, Offenbach đưa họ đến Tây Ban Nha. Sau cuộc chiến tranh thảm khốc đó, Offenbach trở về Paris. Ông vẫn tiếp tục với những tác phẩm làm nên tên tuổi của ông, các vở operetta. Nhưng nó không còn đem lại cho ông những thành công vang dội nữa. Nguyên nhân của vấn đề là ông biến hoàng gia trở thành trò hề và biến quân đội thành sự tiêu khiển, những tác phẩm như thế này đã hủy hoại Napoleon III của Pháp. Những tác phẩm như thế đã đánh dấu sự xuống dốc không chỉ trong sự nghiệp mà trong đời tư của Offenbach. Sự nghiệp không còn được như xưa, sự tự do bỗng trở thành một thứ gì đó xa xỉ bởi ông đã bị khiển trách, thậm chí đã bị cảnh sát quấy rầy bởi... lòng trung thành với đế chế đã sụp đổ. Thật là trớ trêu. Năm 1875, ông đã phải tuyên bố phá sản. Tuy nhiên, may mắn là vào năm 1876, ông đạt được thành công nhất định trên Hoa Kỳ. Trong các buổi biểu diễn kỷ niệm 100 năm ngày thành lập Hợp chúng quốc Hoa Kỳ, Offenbach đã thực hiện khoảng 40 buổi trình diễn. Tiêu biểu trong thời điểm đó là hai tác phẩm Đời sống Paris và Cô hàng nước hoa xinh đẹp.
Đó là một cú hích thực sự bởi từ đó, Offenbach trở lại với toàn thể công chúng với hai tác phẩm Phu nhân Favart và Cô đội trưởng đội quân nhạc.

### Qua đời
Tuy nhiên, sự trở lại với toàn thể công chúng không kéo dài lâu bởi ông qua đời vào năm 1880. Ông được chôn cất tại Nghĩa Trang Montmartre ở Paris. Ông ra đi khi tác phẩm tâm huyết nhất, Những câu chuyện của Hoffmann, vẫn chưa được hoàn thành.

## Phong cách sáng tác
Offenbach là người sáng tạo nên thể loại operetta mà ông gọi là "các vở opera buffa của Pháp". Với việc sáng tạo ra operetta, Offenbach đã nhiều lần thể hiện sự chống đối của mình. Offenbach đã đưa vào các vở operetta của mình sự hài hước mang tính chất chính trị và vũ đạo để mang tính chất giải trí cho công chúng.
Âm nhạc của Offenbach thể hiện sự ảnh hưởng của Wolfgang Amadeus Mozart và Gioachino Rossini. Tuy nhiên, nó cũng mang tính chất truyền thống của âm nhạc Pháp và âm nhạc lãng mạn Đức với các đại biểu là Franz Schubert và Felix Mendelssohn. Offenbach được biết đến là một nhà soạn nhạc có những giai điệu đẹp. Tiêu biểu là Barcarolle trong vở Những câu chuyện của Hoffmann và galop trong Orpheus ở dưới địa ngục.
Dù là một người thành danh với thể loại operetta, Offenbach cũng đã suy nghĩ đến việc một ngày nào đó các tác phẩm mang tính chất hài hước này cũng không còn được ưa chuộng (và quả nhiên, ở thời điểm hiện tại, operetta không có vị trí đứng rõ ràng trong nền âm nhạc). Chính vì vậy, tác phẩm Những câu chuyện của Hoffmann ra đời nhằm thỏa lòng ông về một tác phẩm mang tính chất đỉnh cao để có một vị trí chắc chắn trong lịch sử âm nhạc. Những tranh cãi xung quanh tác phẩm này đã khiến nó trở thành một tác phẩm đặc biệt, giúp người cha của nó có vị trí lâu dài trong lịch sử âm nhạc cổ điển.

### Sheet music
- Free scores by Jacques Offenbach trong Choral Public Domain Library (ChoralWiki)
- Bản nhạc miễn phí bởi Jacques Offenbach tại Dự án Thư viện Bản nhạc Quốc tế (IMSLP)
- Các tác phẩm của Jacques Offenbach tại Dự án Gutenberg

Bản mẫu:Jacques Offenbach